# 关中平原城市群
关中平原城市群的概念于2018年2月提出，出现在中国国家发展改革委员会、住房和城乡建设部《关于印发关中平原城市群发展规划的通知》文件中。关中平原是西北大区的领头集群，其中心城市西安是国家丝绸之路经济带建设的桥头堡。

## 规划范围
关中平原城市群规划范围包括陕西省西安、宝鸡、咸阳、铜川、渭南 5 个市、杨凌农业高新技术产业示范区及商洛市的商州区、洛南县、丹凤县、柞水县，山西省运城市（除平陆县、垣曲县）、临汾市尧都区、侯马市、襄汾县、霍州市、曲沃县、翼城县、洪洞县、浮山县，甘肃省天水市及平凉市的崆峒区、华亭市、泾川县、崇信县、灵台县和庆阳市西峰区，国土面积 10.71 万平方公里， 2016 年末常住人口 3863 万人，地区生产总值 1.59 万亿元，分别占全国的 1.12%、 2.79%和 2.14%。